# خلبان (السدة)

تعديل مصدري - تعديل

خلبان محلة تابعة لقرية بيت السمة، التابعة لعزلة بني العثمانيين بمديرية السدة إحدى مديريات محافظة إب في الجمهورية اليمنية.، بلغ تعداد سكانها 60 حسب تعداد اليمن لعام 2004.